# Crenicichla geayi
Crenicichla geayi är en fiskart som beskrevs av Pellegrin, 1903. Crenicichla geayi ingår i släktet Crenicichla och familjen Cichlidae. Inga underarter finns listade i Catalogue of Life.